# Heinz Schöffler

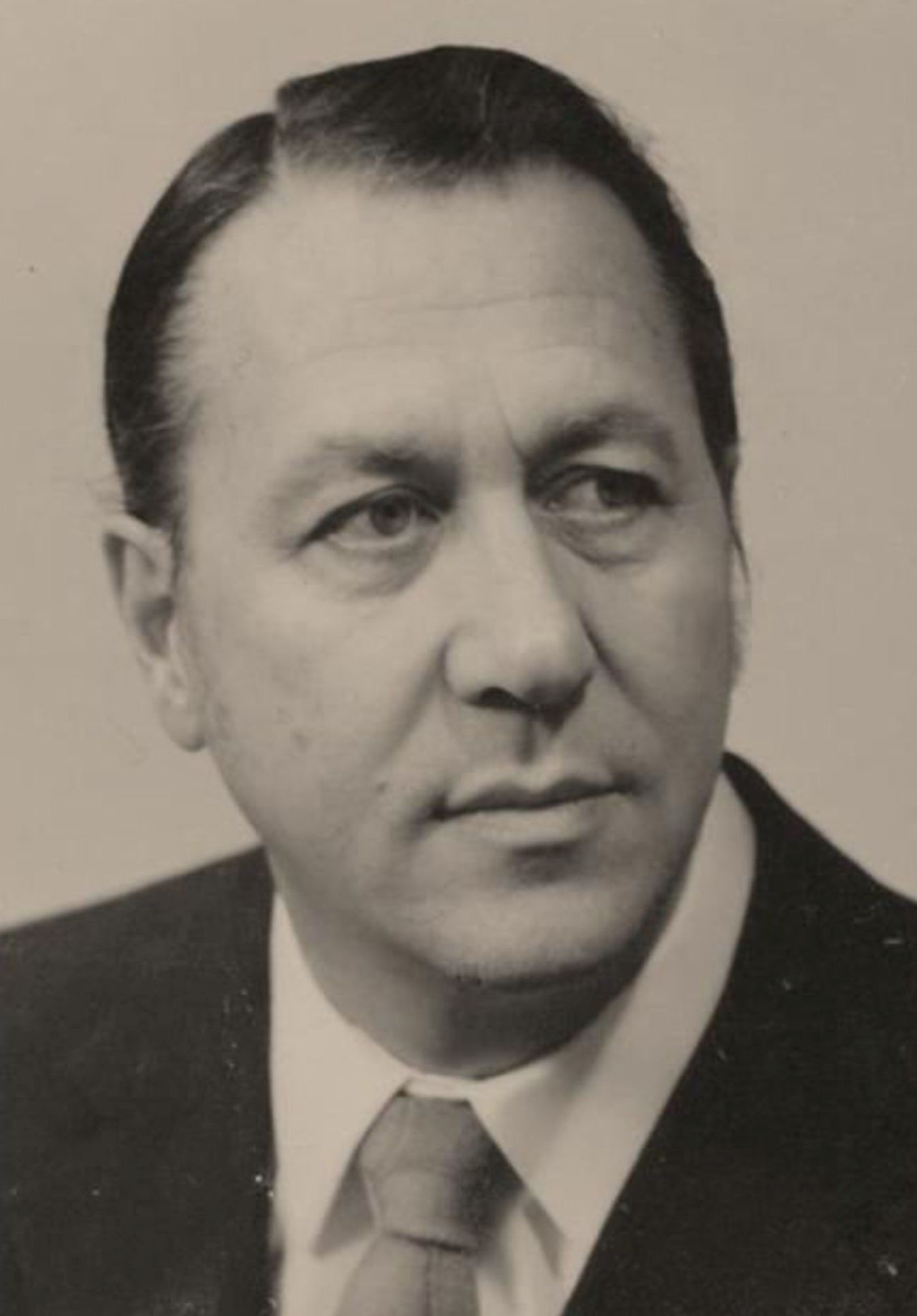
Heinz Schöffler 1972

Heinz Schöffler (* 9. Februar 1921 in Neustadt an der Weinstraße; † 30. April 1973 in Heuchelheim-Klingen) war ein deutscher Lektor, Schriftsteller, Literatur- und Kunstkritiker.

## Leben
Nach dem Abitur 1939 studierte der einem wohlhabenden Bildungsbürgertum entstammende Heinz Schöffler noch kurze Zeit Germanistik, Zeitungswissenschaften, Theaterwissenschaft und Kunstgeschichte, bevor er zum Kriegsdienst eingezogen wurde. Nach dem Krieg promovierte er 1948 in Münster bei Benno von Wiese über Grundmotive und Grundproblematik der Jahrhundertwende in der Dichtung von Friedrich Huch u. Thomas Mann und arbeitete als freier Kulturjournalist u. a. für Akzente, die FAZ, die Welt, aber auch für Rundfunksender wie Radio Bremen, den Südwestfunk und den Süddeutschen Rundfunk.
1956 übernahm Schöffler die literarische Abteilung (Cheflektor) des Luchterhand Verlags in Darmstadt.   Er nahm u. a. Gabriele Wohmann ins Verlagsprogramm, und als Lektor der Blechtrommel von Günter Grass wurde Schöffler 1959 „Geburtshelfer einer neuen Literatur“. 1960 trat er in die Deutsche-Buch-Gemeinschaft ein und entwickelte ein besonderes Programm mit Lizenzausgaben deutscher und ausländischer Literatur.
Neben seinem Gespür für zeitgenössische Strömungen, die er konsequent förderte, galt er als Bewahrer einer in der ersten Hälfte des 20. Jahrhunderts unterdrückten oder vergessenen Moderne. Nicht von ungefähr zählt daher auch die Faksimile-Herausgabe der großen Expressionismus-Reihe Der jüngste Tag zu seinen besonders erwähnenswerten Veröffentlichungen. Auch gehörte er zu den maßgeblichen Unterstützern des literarischen Expressionisten Karl Otten.
Schöffler war zudem ein engagierter Kunstliebhaber und Sammler zeitgenössischer Kunst, der immer wieder als kenntnisreicher Kunstkritiker in Erscheinung trat und Kunst und Literatur zu verzahnen wusste. Schöffler veröffentlichte kurz vor seinem Tod gemeinsam mit Gabriele Wohmann Über Maler, über Dichter.
Schöfflers umfangreicher literarischer Nachlass, u. a. Briefwechsel mit Elias Canetti, Paul Celan, Hermann Hesse, Günter Grass, Wolfgang Koeppen, Karl Krolow, Thomas Mann, Henry Miller, Gabriele Wohmann und vielen anderen, befindet sich im Deutschen Literaturarchiv Marbach. Seine ansehnliche Kunstsammlung wurde von seiner Witwe, der Autorin, Übersetzerin und zeitweiligen PEN-Sekretärin Rose-Marie (Micheline) Schöffler (* 1925), der Deutschen Stiftung Denkmalschutz übereignet und ist dauerhaft im Alten Schloss in Frankfurt-Höchst ausgestellt. Schöfflers Wohnung mit seiner umfassenden Privatbibliothek in der Soderstraße in Darmstadt ist seit seinem Tod im Wesentlichen unverändert geblieben und soll auf Wunsch der Witwe nach ihrem Ableben einem gemeinnützigen, literarischen Zweck zugeführt werden.

## Schriften
Auswahl aus seinen Veröffentlichungen als Autor und Herausgeber:
- Der Jüngste Tag : die Bücherei einer Epoche. Faksimile-Ausgabe, Nachdruck der 1970 im Verlag Hans Scheffler erschienenen Ausgabe; Büchergilde Gutenberg, Frankfurt a. M., ISBN 978-3-7632-2639-9 (Reprint der seit 1913 bei Kurt Wolff erschienenen Buchreihe „Der Jüngste Tag“). Lizenz des Verlages Scheffler, Frankfurt a. M.,  Band 1 und 2 (1970)
- Über Maler, über Dichter. Mit einem Vorwort von Hans Bender und einem Beitrag von Gabriele Wohmann (= Die Mainzer Reihe. Band 41). v. Hase und Koehler Verlag, Mainz 1975, ISBN 3-7758-0886-4 (formal falsch).
- Fernsehstücke mit Beiträgen von Leopold Ahlsen u. a.; Fischer-Taschenbuch-Verlag, Frankfurt a. M. 1972, ISBN 978-3-436-01476-6.
- Gedichte / Günter Grass. Bertelsmann Verlag, Gütersloh, Dt. Buch-Gemeinschaft  1970
- Herausgabe und Nachwort zu Gabriele Wohmann „Treibjagd“ Reclam Verlag, Stuttgart 1970. ISBN 978-3-15-007912-6, Lizenz d. Luchterhand-Verl., Neuwied u. Berlin
- Der Schriftsteller Hans Bender. In: Hans Bender: Die halbe Sonne. Geschichte und Reisebilder. Signal Verlag, Baden-Baden 1968, S. 7 ff.
- Werner Helwig. Ein Schriftstellerporträt. In: Weltstimmen. Weltbücher in Umrissen, Franckh Verlag, Stuttgart 1954, Band 23, S. 337 ff.